# Radio del Sur
Radio del Sur es una estación de radio argentina que transmite desde Bahía Blanca.
Es considerada una emisora pionera en su zona de influencia, junto a Radio Bahía Blanca y la desaparecida Radio General San Martín. Y también una de las primeras empresas ecuperadas de Argentina.

## Historia
Comenzó a transmitir desde Belgrano 29, como filial de la Red Argentina de Emisoras Splendid (RADES), cadena que integró hasta 1958.
Ya en 1959 se estableció en su edificio actual, la antigua residencia de Eduardo Mallea.

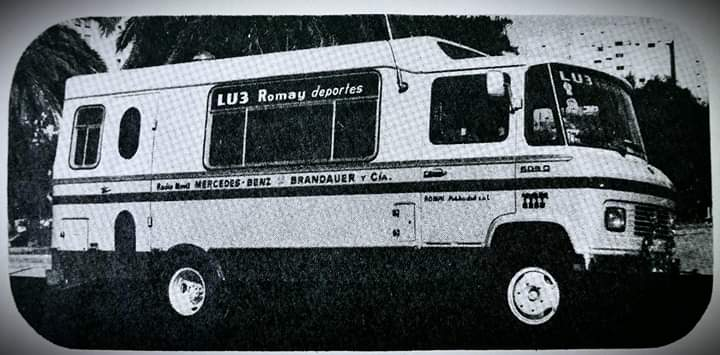
Unidad de transmisiones móviles de la emisora y del relator Miguel Romay

En 1994, luego de sufrir un vaciamiento por parte de sus entonces propietarios, la emisora fue recuperada por sus trabajadores bajo gestión cooperativa.

## Programación
Su grilla se compone de programas periodísticos, magacines y programas musicales además de retransmitir AM1030 Del Plata.
También cuenta con su propio servicio de noticias, con segmentos de música programada y con transmisiones deportivas.